# Биатлон на зимней Универсиаде 1999
Соревнования по биатлону в рамках зимней Универсиады 1999 года в словацком Попраде проходили с 22 по 30 января 1999 года. Местом проведения соревнований стал спортивный центр в Штрбске-Плесо, на высоте 1350 м. Было разыграно 8 комплектов наград: мужчины и женщины выявили сильнейших в индивидуальной гонке, спринте, преследовании и эстафетах. Гонки преследования проводились впервые в истории Универсиад.
В соревнованиях приняли участие 110 спортсменов — 56 мужчин и 54 женщины, представлявших 15 стран.
В медальном зачёте победили хозяева — биатлонисты Словакии, из 8 своих медалей семь они взяли в женских соревнованиях. Четыре медали, из них три золотых, выиграла словачка Мартина Шварцбахерова. Также четырёхкратным призёром (два золота) стал россиянин Владимир Береснев.

## Результаты соревнований
| Гонка                                                                       | Женщины | Мужчины |
| --------------------------------------------------------------------------- | --- | --- |
| Индивидуальная гонка январь 1999 Женщины: 15 км январь 1999 Мужчины: 20 км  | Мартина Шварцбахерова Адриана Бабик Оксана Хвостенко | Владимир Береснев Томаш Сикора Марек Матяшко |
| Спринт январь 1999 Женщины: 7,5 км январь 1999 Мужчины: 10 км               | Мартина Шварцбахерова Марцела Павковчекова Соня Михокова | Томаш Сикора Андрей Прокунин Владимир Береснев |
| Гонка преследования январь 1999 Женщины: 10 км январь 1999 Мужчины: 12,5 км | Агата Шушка Мартина Шварцбахерова Анна Муринова | Томаш Сикора Владимир Береснев Александр Сыман |
| Эстафета январь 1999 Женщины: 3×6 км январь 1999 Мужчины 4×7,5 км           | Словакия 1:08:13.7 (0) (Мартина Шварцбахерова, Марцела Павковчекова, Соня Михокова) Россия +26.4 (0) (Евгения Куцепалова, Инна Касимова, Ольга Зайцева) Польша +40.4 (0) () | Россия 1:23:30.0 (3) (Владимир Бектуганов, Владимир Береснев, Алексей Коробейников, Андрей Прокунин) Украина +22.0 (0) (Александр Беланенко, Юрий Емельяненко, Олег Бабич, Николай Крупник) Беларусь +2:09.2 (4) (Александр Сыман, Евгений Елистратов, Рустам Валиуллин, Дмитрий Шихов) |

## Медальный зачёт в биатлоне
| Место | Страна   |   |   |   | Всего |
| ----- | -------- | - | - | - | ----- |
| 1     | Словакия | 3 | 2 | 3 | 8     |
| 2     | Польша   | 3 | 2 | 1 | 6     |
| 3     | Россия   | 2 | 3 | 1 | 6     |
| 4     | Украина  | 0 | 1 | 1 | 2     |
| 5     | Беларусь | 0 | 0 | 2 | 2     |
|       | Всего    | 8 | 8 | 8 | 24    |